# Erianthemum rotundifolium
Erianthemum rotundifolium là một loài thực vật có hoa trong họ Loranthaceae. Loài này được Wiens & Polhill mô tả khoa học đầu tiên năm 1998.